# Lena
Fluviul Lena (în rusă Лена) este un fluviu în Siberia, al 10-lea ca lungime din lume și care are cel de-al 9-lea bazin hidrografic din lume. Izvorăște de la 1.640 m altitudine din Munții Baikal, în sudul Podișului Central Siberian, 20 km vest de Lacul Baikal. Lena curge către nord-est, având afluenți râurile Kirenga și Vitim. De la Iakutsk, Lena intră în zona câmpiilor joase, este întâlnit de râul Oliokma și curge către nord până în apele sale se varsă de pe malul drept râul Aldan. Lanțul muntos Verhoiansk îl deviază către nord-vest. După ce primește pe cel mai important afluent al său de pe malul stâng, Viljuj, își croiește drum direct către nord, vărsându-se în Marea Laptev din componența Oceanul Arctic, depunându-și sedimentele la sud-vest de Insulele Noi Siberiene, printr-o deltă cu o suprafață de 10.800 m². Delta este traversată de mai multe brațe, cel mai important fiind cel mai estic, Bilov. 
Delta de la vărsarea râului Lena este lată de aproximativ 400 km. Delta este practic o tundră înghețată pentru aproximativ 7 luni pe an, dar prin luna mai se transformă într-o regiune umedă luxuriantă pentru restul de 5 luni. O parte a deltei este protejată ca fiind rezervație naturală.
Lungimea totală a fluviului este estimată la 4400 km. Aria bazinului hidrologic al Lenei este calculată a fi de 2.500.000 km². Nisipul aurifer este spălat din aluviunile râurilor Vitim și Oliokma. Au fost găsiți în zona deltei colți de mamuți. Lena are calitatea neobișnuită de a părea cel mai lung râu din lume când este văzut pe o hartă care folosește proiecția Mercator. Acest gen de proiecție este folosită în mod obișnuit pentru desenarea imaginii globului terestru pe o suprafață plană. Există tendința de exagerare a mărimilor suprafețelor de lângă poli, (cele mai lungi fluvii, Amazonul și Nilul, sunt amândouă în apropierea Ecuatorului, de aceea părând mai scurte). 
Cei mai mulți cercetători cred că numele râului Lena vine din originalul tungus Eliu-Ene, care înseamnă "Marele Râu".
Se crede că Vladimir Ilici Ulianov și-a ales pseudonimul după numele râului Lena - Lenin - poate pentru a semnala diferențele față de gândirea politică a unuia dintre cei mai importanți gânditori marxiști ruși, Plehanov, care alesese pseudonimul Volghin, de la râul Volga. 
Imagini originale de la observatorul pământului al NASA;  Arhivat în 22 septembrie 2008, la Wayback Machine.